# Мазепін Микита Дмитрович
Микита Дмитрович Мазепін (рос. Ники́та Дми́триевич Мазе́пин, нар. 2 березня 1999, Москва, Росія) — російський автогонщик, пілот команди Формули-1 Haas F1 Team в сезоні 2021 року. Син російського олігарха Дмитра Мазепіна.

## Життєпис
З 2018 року навчається в Московському університеті ім. Ломоносова на факультеті глобальних процесів.

## Кар'єра

### Картинг
Кар'єра Мазепіна почался у віці семи років у картингу. До 2012 року він тренувався в московській школі картингу. У період з 2011 року по 2014 рік Микита брав участь у різних картингових змаганнях у класах KF, KF2, KF3 та KFJ. 2014 року став срібним призом Чемпіонату світу CIK-FIA в класі KF..

### Молодші серії
Того ж року він дебютував у серії з відкритими колесами, взявши участь в етапі MRF Challenge Formula 2000. У другій з чотирьох гонок Мазепін посів друге місце, загалом він набрав 36 очок.
Взимку 2015 року Мазепін брав участь у новозеландському чемпіонаті Toyota Racing Series, посівши 18-те місце в особистому заліку. У квітні Микита став гонщиком команди Josef Kaufmann Racing в Північноєвропейському кубку Формули-Рено 2.0. В одній з гонок етапу на Ред Булл Рингу росіянин зумів піднятися на подіум, посівши третє місце в заїзді, всього ж за сезон набрав 125.5 очок і за його підсумками став дванадцятим. Також Мазепін взяв участь в семи гонках Єврокубка Формули-Рено 2.0 в складі Josef Kaufmann Racing, але в цьому турнірі набрати очок не зумів.

### Європейська Формула-3
2016 року Мазепін провів повний сезон у Європейській Формулі-3 за команду Hitech GP, де за всі 30 гонок набрав 10 очок і став 20-м в особистому заліку (найгірший результат серед пілотів, що взяли участь в усіх гонках сезону). На етапі в Угорщині на трасі Хунгароринг стався скандал: на тренувальному заїзді британець Каллум Айлотт заблокував Мазепіна на трасі, а після заїзду той двічі вдарив його в обличчя. За неспортивну поведінку Мазепіна дискваліфікували на одну гонку.
У листопаді Микита Мазепін взяв участь у Гран-прі Макао: в першій гонці посів 18-е місце, в другій не фінішував.
На сезон 2017 року Мазепін залишився в тій же серії і в тій же команді. Він показав прогрес в результатах, ставши 10-м за підсумками сезону та тричі фінішувавши на подіумі. Він поступився лише однією позицією напаринку Ральфу Арону з Естонії.

### GP3

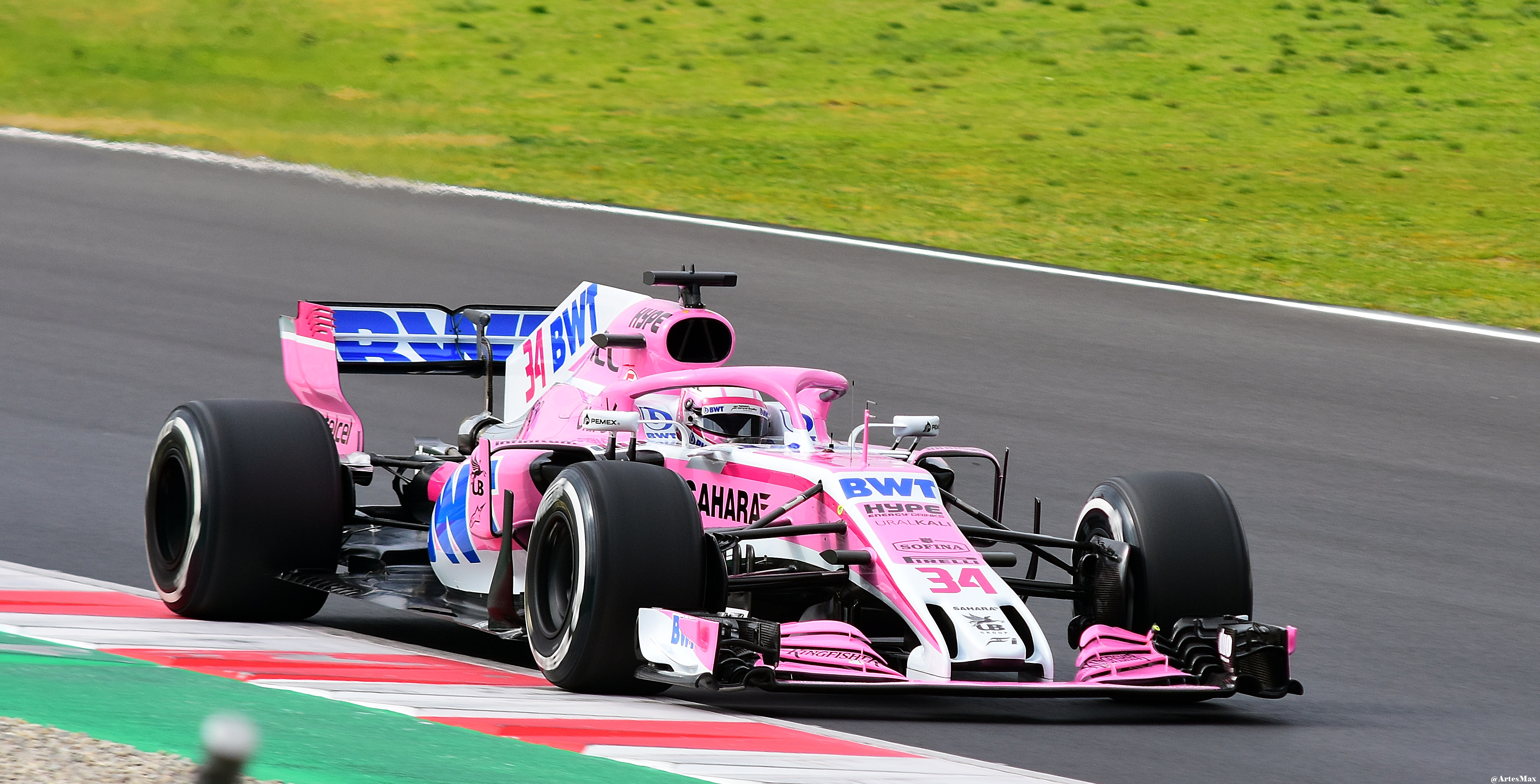
Мазепін на тестах Force India VJM11 в Барселоні, 2018

2018 року Мазепін перейшов до GP3, де приєднався до команди ART Grand Prix разом із Джейком Г'юзом, Антуаном Юбером та Каллумом Айлоттом. Мазепін виграв 4 гонки — найкращий результат в чемпіонаті, проте програв титул Юберу. ART Grand Prix здобула перемогу в командному заліку.

### ФІА Формула-2
Наступного року Мазепін перейшов на сходинку вище: разом із Ніком де Врісом він став пілотом ART Grand Prix у Формулі-2, проте не зміг показати результат, посівши лише 18-е місце в чемпіонаті, в той час як де Вріс став чемпіоном серії. На домашньому етапі в Сочі на старті спринтової гонки Мазепін став винуватцем серйозної аварії, внаслідок якої він та японець Нобухару Мацушіта були госпіталізовані.
2020 року росіянин перебрався до вже знайомої Hitech GP та зміг значно покращити результати, здобувши дві перемоги (на трасах Сільверстоун та Муджелло) та шість подіумів. На етапі в Спа-Франкоршам Мазепін перетнув фінішну пряму першим, проте був оштрафований на п'ять секунд за видавлювання з траси Юкі Цуноди, який і став переможцем етапу. Росіянин з цього приводу був незадоволений та заявив, що в нього «вкрали перемогу», в закритому парку він збив табличку з цифрою «2», яка ледь не потрапила в Цуноду. За цей епізод його оштрафували на п'ять стартових позиції на наступний Гран-прі. В чемпіонаті Микита Мазепін фінішував п'ятим, що дозволило йому отримати суперліцензію ФІА, яка надала йому право брати участь у Формулі-1.

### Формула-1
2016 року Мазепін підписав контракт пілота з командою «Форс Індія». 12 і 13 липня виступав на тестах у Сільверстоуні, сумарно проїхавши 104 кола. 
9 грудня 2020 року Мазепін опублікував історію в Instagram, в якій він мацає жіночі груди. У заяві команда Haas F1 докорила Мазепіну і назвала відео «огидним». Мазепін вибачився.
2021 року став пілотом команди Haas Формули-1 і дебютує в «королівських гонках». 
За дев'ять днів вибачення було видалено, жінка на відео захищала Мазепіна і називала його дії жартом. Після цих подій на сайті Change.org з'явилась петиція про звільнення Мазепіна з команди, яку підписали понад 46 тисяч людей, в соціальних мережах набрав популярности гештег #WeSayNoToMazepin.

## Санкції
9 березня 2022 року Микита і його батько Дмитро включені до санкційного списку ЄС. В березні 2024 року суд ЄС зняв обмеження.
5 березня 2022 року команда Haas повідомила про розірвання спонсорського контракту з Уралкалієм та контракту з Мазепіним через російське вторгнення до України, через що він не зміг брати участь в сезоні 2022.
11 квітня на італійській Сардинії було заарештовано віллу Мазепіна і його батька-олігарха вартістю 105 млн євро.
16 березня доданий до санкційного списку Швейцарії.
19 жовтня 2022 року доданий до санкційного списку України. У березні 2024 року Суд Євросоюзу скасував санкції щодо Микити, пояснивши це тим, що сімейні зв'язки є недостатньою підставою для санкцій.

## Родина
Батько — російський олігарх і мільярдер Дмитро Мазепін, голова ради директорів Уралхіму.

## Результати виступів
| Сезон   | Серія                         | Команда               | Гонки                | Перемоги             | Поули                | ШК                   | Подіуми              | Очки                 | Місце                |
| ------- | ----------------------------- | --------------------- | -------------------- | -------------------- | -------------------- | -------------------- | -------------------- | -------------------- | -------------------- |
| 2014/15 | MRF Challenge Formula 2000    |                       | 4                    | 0                    | 0                    | 0                    | 1                    | 36                   | 10                   |
| 2015    | Єврокубок Формули-Рено 2.0    | Josef Kaufmann Racing | 7                    | 0                    | 0                    | 0                    | 0                    | 0                    | —                    |
| 2015    |                               | Josef Kaufmann Racing | 16                   | 0                    | 0                    | 0                    | 1                    | 125.5                | 12                   |
| 2015    | Toyota Racing Series          | ETEC Motorsport       | 16                   | 0                    | 0                    | 0                    | 0                    | 304                  | 18                   |
| 2016    | Британська Формула-3          | Carlin                | 3                    | 1                    | 0                    | 0                    | 1                    | 51                   | 23                   |
| 2016    | Європейська Формула-3         | HitechGP              | 30                   | 0                    | 0                    | 0                    | 0                    | 10                   | 20                   |
| 2016    | Єврокубок Формули-Рено 2.0    | AVF by Adrián Vallés  | 4                    | 0                    | 0                    | 0                    | 0                    | 5                    | 16                   |
| 2016    | Гран-прі Макао                | HitechGP              | 1                    | 0                    | 0                    | 0                    | 0                    | —                    | —                    |
| 2016    | Формула-1                     | Форс Індія            | тест/резервний пілот | тест/резервний пілот | тест/резервний пілот | тест/резервний пілот | тест/резервний пілот | тест/резервний пілот | тест/резервний пілот |
| 2017    | Європейська Формула-3         | Hitech GP             | 30                   | 0                    | 0                    | 1                    | 3                    | 108                  | 10                   |
| 2017    | Формула-1                     | Форс Індія            | тест/резервний пілот | тест/резервний пілот | тест/резервний пілот | тест/резервний пілот | тест/резервний пілот | тест/резервний пілот | тест/резервний пілот |
| 2018    | GP3                           | ART Grand Prix        | 18                   | 4                    | 1                    | 5                    | 8                    | 198                  | 2                    |
| 2018    | Формула-1                     | Форс Індія            | тест/резервний пілот | тест/резервний пілот | тест/резервний пілот | тест/резервний пілот | тест/резервний пілот | тест/резервний пілот | тест/резервний пілот |
| 2019    | ФІА Формула-2                 | ART Grand Prix        | 22                   | 0                    | 2                    | 0                    | 0                    | 11                   | 18                   |
| 2019-20 | Азійський чемпіонат Формули-3 | Hitech Grand Prix     | 15                   | 1                    | 0                    | 0                    | 4                    | 186                  | 3                    |
| 2020    | ФІА Формула-2                 | Hitech Grand Prix     | 24                   | 2                    | 0                    | 2                    | 6                    | 164                  | 5                    |
| 2021    | Формула-1                     | Uralkali Haas F1 Team | 22                   | 0                    | 0                    | 0                    | 0                    | 0                    | 21                   |

*Сезон триває.

### Формула-1
| Сезон | Команда               | Шасі       | Двигун                 | 1        | 2      | 3      | 4      | 5      | 6      | 7      | 8      | 9      | 10     | 11       | 12     | 13       | 14       | 15     | 16     | 17     | 18     | 19     | 20     | 21       | 22    | Місце | Очки |
| ----- | --------------------- | ---------- | ---------------------- | -------- | ------ | ------ | ------ | ------ | ------ | ------ | ------ | ------ | ------ | -------- | ------ | -------- | -------- | ------ | ------ | ------ | ------ | ------ | ------ | -------- | ----- | ----- | ---- |
| 2021  | Uralkali Haas F1 Team | Haas VF-21 | Ferrari 065/6 1.6 V6 t | БАХ Схід | ЕМІ 17 | ПОР 19 | ІСП 19 | МОН 17 | АЗЕ 14 | ФРА 20 | ШТИ 18 | АВТ 19 | ВЕЛ 17 | УГО Схід | БЕЛ 17 | НІД Схід | ІТА Схід | РОС 18 | ТУР 20 | США 17 | МЕХ 18 | САП 17 | КАТ 18 | САУ Схід | АБУ Т | 21    | 0    |

* Сезон триває.